# Rodolfo Muller
Rodolfo Muller (Livorno, 12 augustus 1876 - Parijs, 11 september 1947) was een Italiaans wielrenner.
In 1897 werd Muller derde in de wedstrijd Parijs-Cabourg en in 1898 zesde in Parijs-Roubaix.
Muller werd bekend in 1902, omdat hij tweede eindigde in de rittenkoers Marseille-Parijs na de Franse Lucien Lesna. Bij het tweede deel van Bordeaux-Parijs in hetzelfde jaar eindigde hij derde na opnieuw Lesna en diens landgenoot Maurice Garin. Hij reed ook nog enkele wedstrijden in eigen land.
Zijn succesjaar was 1903 waarin hij derde eindigde in de Bol d'Or, maar ook meedeed aan de allereerste editie van de Ronde van Frankrijk. Alleen in de vierde etappe wist hij een podiumplaats te nemen en eindigde hij derde. Wel nam hij de vierde plaats in het eindklassement. Muller was de enige Italiaan die dat jaar meedeed aan de Tour.

## Resultaten in voornaamste wedstrijden
| Jaar | Ronde van Italië | Ronde van Frankrijk | Ronde van Spanje |
| ---- | ---------------- | ------------------- | ---------------- |
| 1898 |                  |                     |                  |
| 1899 |                  |                     |                  |
| 1900 |                  |                     |                  |
| 1901 |                  |                     |                  |
| 1902 |                  |                     |                  |
| 1903 |                  | 4e                  |                  |

| Jaar | Parijs-Roubaix |
| ---- | -------------- |
| 1898 | 6e             |
| 1899 |                |
| 1900 |                |
| 1901 |                |
| 1902 |                |
| 1903 |                |